# 問責決議
問責決議（もんせきけつぎ）とは、国または地方自治体の議会において、国務大臣などに対する個々の政治的責任を問うことを内容として行われる決議をいう。類似のものとしては不信任決議、解任決議、辞職勧告決議などがある。

## 概説
およそ議事機関は法令上の根拠の有無を問わず一定の問題について、その意思表示ないし意思表明を行うことができ、その場合には一般的に決議という形式が用いられる。各種の決議のうち問責決議は政治任用職にある者や議会の役員の責任を問うことを内容として行われる決議である。日本においては、国務大臣等に対する問責決議、議院の役員に対する問責決議、地方公共団体首長に対する問責決議などがある。

## 国務大臣に対する問責決議

### 日本国憲法下

#### 意義
一般に問責決議は参議院において個々の国務大臣などに対してその政治的責任を問うことを決議するものである。
内閣は行政権の行使について国会に対し連帯して責任を負う立場にあり（日本国憲法第66条第3項）、内閣がその果たすべき責任を充分に果たしていないと考える場合には国会は責任を問うことができる。衆議院の場合、内閣を信任しない場合には、内閣不信任決議を可決（または内閣信任決議を否決）することで、内閣に対し、内閣総辞職あるいは衆議院解散によって改めて民意を問う法的義務を負わせることができる（日本国憲法第69条）。一方、参議院においても、内閣は行政権の行使について国会全体に対し連帯して責任を負う立場にある以上（日本国憲法第66条第3項）、内閣がその果たすべき責任を充分に果たしていないと考える場合には国会を構成する一院として当然にその責任を問うことができるが、憲法上、参議院には衆議院に認められているような内閣不信任決議（日本国憲法第69条）はなく、参議院がその政治的責任を問おうとする場合には法的拘束力のない「国会決議」という形式を用いて問責決議を行うことになる。
衆議院における内閣不信任決議が合議体としての内閣を対象としたものであるのに対し、参議院の問責決議は基本的に内閣総理大臣、国務大臣、副大臣など公職者個人を対象にするものである。ただし、1954年4月23日に参議院本会議で「法務大臣の検事総長に対する指揮権発動に関し内閣に警告するの決議案」が可決された例がある。なお、衆議院において公職者個人を対象に行われる不信任決議は、問責決議同様に明文上の根拠を欠き法的効果を持たないものである。
初期の問責決議案は、大臣や内閣に対して反省を促す趣旨のものであったが、1970年代に、ロッキード事件追及を契機として、国務大臣の辞任や内閣総辞職を要求するものに変化している。

#### 効果
参議院の問責決議の効果であるが、内閣不信任決議と内閣信任決議について定める日本国憲法第69条は「衆議院で」と規定しており、仮に参議院で「不信任」の名の下に内閣の問責を決議しても憲法第69条のような法的効果を生ずることはなく政治的な効果を生じるにとどまると解されている。
ただ、参議院が現職の国務大臣等を名指しして責任を問う旨の決議を行う（=その閣僚を信任していない意思表示）ことには、先述した憲法の趣旨に照らして一定の政治的意味があると考えられており、政権運営が難しくなる局面を生じることも多い。憲法上、内閣総理大臣その他の国務大臣は何時でも議案について発言するため議院に出席することができるとされており（日本国憲法第63条）、この「議院」には本会議のほか委員会も含まれる。しかし、大臣が問責を受けた場合には、その大臣が責任者となる内閣提出議案の審議が全て行えなくなることが想定される。2017年現在までに参議院で大臣問責決議が可決されたケースは、いずれも参議院で野党が過半数を占めるねじれ国会の場合であるが、ねじれ国会では議院運営委員会で野党が一致して反対したならば議事日程を組むことができない。さらに、国会における委員会の定足数は定数の半数であるため、当該大臣が内閣提出議案の責任者となる参議院委員会において過半を占める野党議員が全員欠席すれば参議院委員会を開くことはできない。
一方で問責された大臣が出席する委員会等での審議拒否という行動には、世論の支持を得るかによって審議拒否という対応を貫き通せるかが決まってくる。もし問責となる大義名分が不十分であるために野党議員の審議拒否への世論の批判が強くなった場合、野党議員は国会審議に復帰せざるを得なくなると考えられている。審議拒否という行動をとる場合にも、当該大臣が出席する委員会等に限って審議拒否がとられる場合と、当該大臣が出席しないものも含めてすべての委員会等で全面的な審議拒否がとられる場合があり、国会審議での対応について野党間で足並みがそろうか否かが重要となる。当該大臣が辞任することなく野党議員が国会審議に復帰した場合、問責決議可決が当該大臣を辞任させるという政治的効果はなくなる。2017年現在までのところ、いずれの問責決議に付随する審議拒否も、当該大臣の辞任か参院選での与党過半数獲得による議院運営権移行により終了しており、野党が世論の反発を受けて自主的に審議拒否を撤回した例はない。
問責決議や衆議院における不信任決議が、野党が少数である議院において提出され否決された場合でも、野党が議案提出自体を理由として以降の審議を拒否することもある。この場合は、与党が議院の運営権を確保しているため、与党が単独審議で議案を可決させることもできる。
なお、憲法第69条の内閣不信任決議における「衆議院」の意思は本会議での決議によるもので内閣に対して一定の法的効果を有するが、法的拘束力のない個々の国務大臣に対する問責決議については衆議院の委員会においても採決された例がある（可決例として1954年12月4日に衆議院予算委員会で吉田茂内閣総理大臣への問責決議案と2013年6月25日に厚生労働委員会で丸川珠代厚生労働大臣政務官への問責決議案がある。吉田内閣は3日後の12月7日に総辞職。12月10日まで職務執行内閣。丸川珠代は直後の参院選において5人区の東京都選挙区で1位当選をしたものの同年9月の政務官人事によって離任）。

#### 先例
日本国憲法の下、参議院が発足して以降に問責決議が可決された例は、現在のところ11例あり、うち4例は首相に対する問責である。いずれにおいても参議院では野党が過半数を占めていた。
- 1998年10月16日、額賀福志郎防衛庁長官に対するもの。防衛庁調達実施本部背任事件に関連し、自身が大臣を務める省庁での汚職発覚を理由に、額賀の責任を問う決議であった。額賀は35日後の11月20日に引責辞任した。
- 2008年6月11日、福田康夫首相に対するもの。野党の求める後期高齢者医療制度廃止に福田政権が応じないこと、参議院が否決した法案を与党が衆議院で再可決したことが理由に挙げられた。これを受け、与党は翌日に衆議院で内閣信任決議を行い対抗した。問責を直接の理由とするものではないが、結果的に問責決議から105日後の9月24日に内閣総辞職。
- 2009年7月14日、麻生太郎首相に対するもの。野党が再三衆議院の解散を求めたにもかかわらず引き延ばし続けてきたことや、「発言のぶれ」が理由に挙げられた。このときは同日に衆議院で内閣不信任決議案が否決されている。7日後の7月21日に衆議院解散。衆議院議員の任期満了が迫る中で行われた解散総選挙での与党敗退により、麻生内閣は2ヶ月後に退陣（問責決議から64日後の9月16日に内閣総辞職）し、民主党に第一党を奪われ、政権交代。自由民主党は野党へと陥落した。
- 2010年11月26日から27日にかけて、仙谷由人内閣官房長官、馬淵澄夫国土交通大臣に対するもの。尖閣諸島中国漁船衝突事件への対応の批判などが決議理由となっている。休憩を挟んではいるが、2件連続して可決された例としては初。翌年1月14日に内閣改造で退任（それぞれ問責決議から49日後・48日後）。
- 2011年12月9日、一川保夫防衛大臣、山岡賢次国家公安委員長兼消費者担当大臣に対するもの。一川は就任以来の数次にわたる防衛閣僚としての不適切な言行（詳細は当該記事を参照）、山岡はマルチ商法業者からの政治献金受けに対するもの。自民、公明ほか野党7党の賛成多数で可決された。当初野田佳彦内閣総理大臣は更迭しない方針を明言し、問責決議が可決された閣僚自身も辞任はしなかったが[10][11]、35日後の2012年1月13日の内閣改造（野田改造内閣発足）に伴い、両閣僚ともに退任した。
- 2012年4月20日、田中直紀防衛大臣（防衛閣僚としての資質）、前田武志国土交通大臣（公職選挙法違反容疑）に対するもの。自民、みんなの党、新党改革など野党の賛成多数で可決[12]。問責決議可決後、両者ともに辞任はしなかったが44日後の6月4日、野田第2次改造内閣の発足に伴い退任。
- 2012年8月29日、野田佳彦内閣総理大臣に対してのもの。野党の賛成多数により可決（公明党は棄権）[13]。参議院では野党が野田首相の所信表明演説を拒否するも、緊急質問を議決するなど異例状態となった。問責決議可決前における野田首相の「近いうちの衆議院解散」に関する言質を追及され、11月16日に衆議院解散となった（問責決議から79日後）。解散総選挙での与党敗退により、野田内閣は12月26日に内閣総辞職（問責決議から119日後）。
- 2013年6月26日、安倍晋三内閣総理大臣に対してのもの。野党の賛成多数により可決。本事案は、憲法第63条に違反して、内閣総理大臣その他の国務大臣が、前日25日に開催された参議院予算委集中審議を欠席したことに起因した。この可決の影響により、4つの重要法案の採決が阻止され、廃案となった。翌7月に行われた参院選の結果、与党議員数が総議員数の過半数に達し比較第一党も与党の自民党となり議事運営権が与党側に移行したため、野党が審議を止めるための手続き上の権限が失われた。10月から本格的に開かれた国会では野党が審議に出席し、倒閣は頓挫した。

| 本会議採決日               | 問責対象者 | 役職                                        | 採決 | 可   | 否   | 票差 | 備考                                         |
| -------------------------- | ---------- | ------------------------------------------- | ---- | ---- | ---- | ---- | -------------------------------------------- |
| 1956年（昭和31年）3月5日   | 鳩山一郎   | 内閣総理大臣                                | 否決 | 41   | 100  | 59   | 戒告決議案。                                 |
| 1956年（昭和31年）5月30日  | 河野一郎   | 農林大臣                                    | 否決 | 67   | 123  | 56   | 戒告決議案。                                 |
| 1964年（昭和39年）6月20日  | 賀屋興宣   | 法務大臣                                    | 否決 | 48   | 122  | 74   | 参議院初の問責決議案採決例。                 |
| 1965年（昭和40年）10月28日 | 福田赳夫   | 外務大臣                                    | 否決 | 106  | 132  | 26   |                                              |
| 1971年（昭和46年）11月9日  | 田中角榮   | 通商産業大臣                                | 否決 | 110  | 133  | 23   |                                              |
| 1972年（昭和47年）6月16日  | 佐藤栄作   | 内閣総理大臣                                | 否決 | 108  | 131  | 23   | 参議院初の首相問責決議案採決例。             |
| 1973年（昭和48年）9月22日  | 山中貞則   | 防衛庁長官                                  | 否決 | 83   | 129  | 46   |                                              |
| 1973年（昭和48年）9月24日  | 奥野誠亮   | 文部大臣                                    | 否決 | 85   | 127  | 42   |                                              |
| 1974年（昭和49年）5月27日  | 奥野誠亮   | 文部大臣                                    | 否決 | 62   | 95   | 33   |                                              |
| 1974年（昭和49年）7月31日  | 田中角榮   | 内閣総理大臣                                | 否決 | 121  | 128  | 7    | 否決例における最小の票差。                   |
| 1975年（昭和50年）12月12日 | 大平正芳   | 大蔵大臣                                    | 否決 | 114  | 125  | 11   |                                              |
| 1975年（昭和50年）12月24日 | 三木武夫   | 内閣総理大臣                                | 否決 | 117  | 127  | 10   |                                              |
| 1983年（昭和58年）5月25日  | 中曽根康弘 | 内閣総理大臣                                | 否決 | 63   | 109  | 46   |                                              |
| 1988年（昭和63年）12月24日 | 竹下登     | 内閣総理大臣兼大蔵大臣                      | 否決 | 98   | 136  | 38   |                                              |
| 1988年（昭和63年）12月24日 | 梶山静六   | 自治大臣・国家公安委員長                    | 否決 | 83   | 136  | 53   |                                              |
| 1988年（昭和63年）12月24日 | 林田悠紀夫 | 法務大臣                                    | 否決 | 77   | 134  | 57   |                                              |
| 1992年（平成4年）6月7日    | 宮澤喜一   | 内閣総理大臣                                | 否決 | 100  | 135  | 35   |                                              |
| 1994年（平成6年）1月26日   | 畑英次郎   | 農林水産大臣                                | 否決 | 106  | 130  | 24   |                                              |
| 1995年（平成7年）6月14日   | 村山富市   | 内閣総理大臣                                | 否決 | 62   | 158  | 96   |                                              |
| 1998年（平成10年）6月17日  | 橋本龍太郎 | 内閣総理大臣                                | 否決 | 97   | 128  | 31   |                                              |
| 1998年（平成10年）10月16日 | 額賀福志郎 | 防衛庁長官                                  | 可決 | 140  | 103  | 37   | 初の問責決議可決例。                         |
| 1999年（平成11年）8月12日  | 小渕恵三   | 内閣総理大臣                                | 否決 | 77   | 140  | 63   |                                              |
| 1999年（平成11年）8月12日  | 陣内孝雄   | 法務大臣                                    | 否決 | 91   | 137  | 46   |                                              |
| 2000年（平成12年）5月31日  | 森喜朗     | 内閣総理大臣                                | 否決 | 108  | 134  | 26   |                                              |
| 2001年（平成13年）3月14日  | 森喜朗     | 内閣総理大臣                                | 否決 | 105  | 138  | 33   |                                              |
| 2001年（平成13年）4月5日   | 武部勤     | 農林水産大臣                                | 否決 | 102  | 114  | 12   |                                              |
| 2001年（平成13年）7月31日  | 小泉純一郎 | 内閣総理大臣                                | 否決 | 97   | 135  | 38   |                                              |
| 2002年（平成14年）7月16日  | 竹中平蔵   | 経済財政政策担当大臣                        | 否決 | 100  | 137  | 37   |                                              |
| 2003年（平成15年）7月24日  | 川口順子   | 外務大臣                                    | 否決 | 103  | 136  | 33   |                                              |
| 2003年（平成15年）7月24日  | 石破茂     | 防衛庁長官                                  | 否決 | 104  | 135  | 31   |                                              |
| 2003年（平成15年）7月25日  | 福田康夫   | 内閣官房長官                                | 否決 | 103  | 138  | 35   | 内閣府特命担当大臣（男女共同参画担当）兼務。 |
| 2004年（平成16年）6月5日   | 坂口力     | 厚生労働大臣                                | 否決 | 少数 | 多数 | 不明 | 閣僚問責決議では唯一の起立採決。             |
| 2006年（平成18年）12月15日 | 伊吹文明   | 文部科学大臣                                | 否決 | 98   | 132  | 34   |                                              |
| 2007年（平成19年）6月29日  | 柳澤伯夫   | 厚生労働大臣                                | 否決 | 97   | 115  | 18   |                                              |
| 2007年（平成19年）6月29日  | 安倍晋三   | 内閣総理大臣                                | 否決 | 94   | 112  | 18   |                                              |
| 2008年（平成20年）6月11日  | 福田康夫   | 内閣総理大臣                                | 可決 | 131  | 105  | 26   | 内閣総理大臣に対する初の可決例。             |
| 2009年（平成21年）7月14日  | 麻生太郎   | 内閣総理大臣                                | 可決 | 132  | 106  | 26   |                                              |
| 2010年（平成22年）11月26日 | 仙谷由人   | 内閣官房長官・法務大臣                      | 可決 | 127  | 111  | 16   |                                              |
| 2010年（平成22年）11月27日 | 馬淵澄夫   | 国土交通大臣                                | 可決 | 126  | 111  | 15   |                                              |
| 2011年（平成23年）12月9日  | 一川保夫   | 防衛大臣                                    | 可決 | 130  | 109  | 21   |                                              |
| 2011年（平成23年）12月9日  | 山岡賢次   | 国家公安委員長・ 消費者及び食品安全担当大臣 | 可決 | 125  | 109  | 16   |                                              |
| 2012年（平成24年）4月20日  | 前田武志   | 国土交通大臣                                | 可決 | 131  | 107  | 24   |                                              |
| 2012年（平成24年）4月20日  | 田中直紀   | 防衛大臣                                    | 可決 | 132  | 107  | 25   |                                              |
| 2012年（平成24年）8月29日  | 野田佳彦   | 内閣総理大臣                                | 可決 | 129  | 91   | 38   |                                              |
| 2013年（平成25年）6月26日  | 安倍晋三   | 内閣総理大臣                                | 可決 | 125  | 105  | 20   |                                              |
| 2013年（平成25年）12月6日  | 森雅子     | 消費者及び食品安全担当大臣                  | 否決 | 94   | 130  | 36   |                                              |
| 2014年（平成26年）6月20日  | 石原伸晃   | 環境大臣                                    | 否決 | 104  | 133  | 29   |                                              |
| 2015年（平成27年）9月18日  | 中谷元     | 防衛大臣                                    | 否決 | 89   | 143  | 54   |                                              |
| 2015年（平成27年）9月18日  | 安倍晋三   | 内閣総理大臣                                | 否決 | 89   | 144  | 55   |                                              |
| 2017年（平成29年）6月14日  | 山本幸三   | 地方創生担当大臣                            | 否決 | 73   | 165  | 92   |                                              |
| 2017年（平成29年）6月14日  | 金田勝年   | 法務大臣                                    | 否決 | 73   | 164  | 91   |                                              |
| 2018年（平成30年）6月27日  | 加藤勝信   | 厚生労働大臣                                | 否決 | 69   | 165  | 96   |                                              |
| 2018年（平成30年）7月18日  | 石井啓一   | 国土交通大臣                                | 否決 | 69   | 168  | 99   |                                              |
| 2018年（平成30年）12月7日  | 山下貴司   | 法務大臣                                    | 否決 | 72   | 163  | 91   |                                              |
| 2018年（平成30年）12月7日  | 安倍晋三   | 内閣総理大臣                                | 否決 | 72   | 163  | 91   |                                              |
| 2019年（令和元年）6月21日  | 麻生太郎   | 財務大臣・金融担当大臣                      | 否決 | 71   | 160  | 89   |                                              |
| 2019年（令和元年）6月24日  | 安倍晋三   | 内閣総理大臣                                | 否決 | 72   | 163  | 91   |                                              |
| 2023年（令和5年）6月7日    | 齋藤健     | 法務大臣                                    | 否決 | 61   | 183  | 122  | 記名投票における最大の票差。                 |

- デフォルトでは時代順に配列。対象者の列は50音順ソート。
- 太字は問責決議可決例。
- これらのほかにも、決議案提出後（撤回、会期終了等により）採決に至らなかったものが多数ある。

### 大日本帝国憲法下
大日本帝国憲法には議院内閣制についての明文上の規定がなく、よって帝国議会は、当時の衆議院・貴族院とも、日本国憲法下のような内閣不信任決議の法的権限をもたなかった。にもかかわらず、衆議院は「内閣不信任決議」という名称の法的効果のない決議により、今日の問責決議のような政治的影響力を行使していた。
大日本帝国憲法下での唯一の問責決議の可決例は、1929年2月22日に貴族院が田中義一首相に対して行ったものである。内容は、水野文相優諚問題において、田中首相が「軽率不謹慎であり、職務上欠けるところがあるのは遺憾」とするものである。その約4か月後に田中義一内閣は総辞職している（直接的には張作霖爆殺事件に関して昭和天皇から叱責を受けての総辞職）。
憲法学者の美濃部達吉は、あくまで不信任決議は民選議院である衆議院の専権であるべきで、それに類する問責のような決議を解散の無い貴族院がなすことは好ましくないが、上記の田中首相問責については特別の事態でありやむを得ないという立場であった。

## 議院の役員に対する問責決議
議会が自ら選任した役員を解任するには国会法など議会法上に特に定めがある場合を除いて認められていない。
常任委員長については国会法により本会議での決議により解任できることとなっているため（国会法第30条の2）、解任まで求める場合は「解任決議」、問責的なものにとどまる場合は不信任決議が行われる。
なお、国会法など議会法上に特に定めがある場合を除き役員の解任は不可能ではあるものの、議院が解任が相当と考えられる役員に対して自らその職を辞すべきと求めることは許される。
解任規定の無い議長、副議長、事務総長等に対しては「不信任決議」が、特別委員長に対しては問責決議がそれぞれ用いられる。国会議員に対して院外における不祥事などが理由とされる場合は「辞職勧告決議」が用いられる。
これらは解任の決議とは異なり、辞任を強制したりすることはできず決議に法的拘束力は無いが、当該役員は在任の根拠を失うこととなり自らの進退を決する政治的・道義的責任を負うこととなる。

### 参議院の特別委員長への問責決議議決例
| 本会議採決日               | 問責対象者 | 役職                                               | 採決 | 可   | 否   | 票差 | 備考     |
| -------------------------- | ---------- | -------------------------------------------------- | ---- | ---- | ---- | ---- | -------- |
| 1965年（昭和40年）12月9日  | 寺尾豊     | 日韓条約等特別委員長                               | 否決 | 83   | 102  | 19   |          |
| 1975年（昭和50年）7月3日   | 中西一郎   | 公職選挙法改正に関する特別委員長                   | 否決 | 少数 | 多数 | 不明 | 起立採決 |
| 1982年（昭和57年）7月16日  | 上田稔     | 公職選挙法改正に関する特別委員長                   | 否決 | 少数 | 多数 | 不明 | 起立採決 |
| 1983年（昭和58年）11月28日 | 松浦功     | 選挙制度に関する特別委員長                         | 否決 | 少数 | 多数 | 不明 | 起立採決 |
| 1988年（昭和63年）12月24日 | 梶木又三   | 税制問題等に関する調査特別委員長                   | 否決 | 89   | 135  | 46   |          |
| 1992年（平成4年）6月8日    | 下条進一郎 | 国際平和協力等に関する特別委員長                   | 否決 | 99   | 136  | 37   |          |
| 2013年（平成25年）12月6日  | 中川雅治   | 国家安全保障に関する特別委員長                     | 否決 | 102  | 132  | 30   |          |
| 2015年（平成27年）9月18日  | 鴻池祥肇   | 我が国及び国際社会の平和安全法制に関する特別委員長 | 否決 | 89   | 148  | 59   |          |

## 地方公共団体首長に対する問責決議
地方公共団体の議会は当該地方公共団体の首長に対して問責決議を行うことができる。そもそも地方自治法では地方公共団体の議会は首長に対して不信任決議を行う権限があるが、成立条件が出席議員の3/4の賛成（定足数2/3）と厳しいため（地方自治法第178条）、法的拘束力をもたないものの単純過半数によって可決できる問責決議によって首長の施政に対する糾弾が行われることがある。

## 関連書籍
- 「リベラルタイム2008年2月号」